# Vladan Desnica
Vladan Desnica (v srbské cyrilici Владан Десница; 17. září 1905 - 4. března 1967, Záhřeb) je srbský spisovatel 20. století.

## Biografie
Desnica pocházel ze srbsko rodiny, která žila v oblasti tzv. Krajiny, tedy Srby obydlené hranice mezi Dalmácií a Bosnou a Hercegovinou. Studoval gymnázium ve Splitu i Šibeniku. Vysokou školu studoval v Záhřebu a později i v zahraničí (Paříž). Stal se právníkem a také soudcem.
Desnica, který byl vzdělaný po filozofické stránce, začal být literárně aktivní již v 30. letech 20. století. Jeho prvním literárním textem byla esej o srbském vzdělanci Dositeji Obradovićovi. Desnica tvořil nicméně především v období, kdy jugoslávské literatuře dominoval socialistický realismus, témata z války a partyzánského odboje. Lze ho proto zařadit mezi skupinu autorů, kteří byli aktivní až v pozdějším věku. I přesto však již na začátku 50. let ve svém prvním románu "Zimsko ljetovanje" (zimní dovolená) poskytl na události druhé světové války zcela jiný pohled, než byl pohled čistě ideologický. Vyhnul se v něm totiž jakýmkoliv odkazům na tehdy dominantní umělecký proud. Ve své další tvorbě se držel opět stranou oficiální linie a soustředil se především na popis různých vztahů mezi lidmi v menších městech a na vesnicích rodné Dalmácie. Jeho soubory povídek "Olupine na suncu" (1952), či "Tu, odmah pored nas" (1956), "Proljeće u Badrovcu" (1955), nebo "Fratar sa zelenom bradom" (1959) patří mezi díla tohoto rázu. Tvorba spíše deskriptivního rázu s regionálním podtónem a odkazující jakoby nepřímo na Sima Matavulje se postupem času v pozdějších letech problematizuje a stává se komplexnější. Objevily se v ní například i psychologické a až meditativní prvky.
V jednom ze svých nejznámějších děl, románu "Proljeća Ivana Galeba" (Jara Ivana Galeba), vykreslil např. obraz nemocného intelektuála, ležícího v nemocnici a rozmýšlejícího nad otázkami nemoci a morálky. Literární kritika považuje ale za nejklíčovější Desnicovo dílo dodnes román s názvem Zimsko ljetovanje (Zimní dovolená).
Desnica byl aktivní také i v oblasti tvorby filmové. V roce 1954 napsal scénář pro známý jugoslávský film Koncert. Řada Desnicových románů i povídek byla navíc po jeho smrti také zfilmována.
Vladan Desnica zemřel v Záhřebu jako uznávaný spisovatel. V současné době si jej, podobně jako v případě řady jiných autorů, nárokují jak srbská, tak i chorvatská literatura. Chorvati jej považují za jednoho ze svých nejvýznamnějších spisovatelů druhé poloviny 20. století.

## Tvorba
Desnicova tvorba byla i románová, i povídková, nicméně Desnicovy povídky jsou mnohem početnější, než romány.[zdroj?]
- Zimsko ljetovanje, 1950.
- Olupine na suncu, (sbírka povídek) 1952.
- Proljeće u Badrovcu, (sbírka povídek) 1955.
- Tu, odmah pored nas, (sbírka povídek) 1956.
- Slijepac na žalu, (sbírka poezie) 1956.
- Proljeća Ivana Galeba, (román) 1957.
- Fratar sa zelenom bradom, (sbírka povídek) 1959.
- Pronalazak Athanatika, (nedokončený román)